# Larinopoda brenda
Larinopoda brenda är en fjärilsart som beskrevs av Druce 1903. Larinopoda brenda ingår i släktet Larinopoda och familjen juvelvingar. Inga underarter finns listade i Catalogue of Life.